# Krefelder Hütte
Die Krefelder Hütte ist eine Alpenvereinshütte der Sektion Krefeld des Deutschen Alpenvereins in 2295 m ü. A. Höhe am Roßkopf unterhalb des Kitzsteinhorns im Südwesten des österreichischen Bundeslandes Salzburg.

## Geschichte
Die 1894 gegründete Sektion Krefeld des Deutschen und Österreichischen Alpenvereins erwarb schon recht bald ein Grundstück am Roßkopf und legte 1907 den Grundstein für die Krefelder Hütte, einem geräumigen Haus aus Naturstein, welches 1909 fertiggestellt wurde.
Im Ersten Weltkrieg wurde sie von österreichischen Soldaten belegt. Nach dem Zweiten Weltkrieg diente sie den Amerikanern als Unterkunft und wurde als Skischule genutzt. 1969 wurde die Hütte erweitert und modernisiert. Der Anschluss ans Stromnetz erfolgte 1987, der Anschluss an das Kanalnetz 1998 über eine 167 Meter tiefe Kernbohrung. 2000 wurden die großen Schlaflager in modernere 4-Bett-Zimmer umgewandelt.

## Zugänge
- mit der Gletscherbahn Kaprun (Kesselfallstraße) – Alpin Center – Abstieg ½ Stunde.
- mit der Gletscherbahn – Station Salzburger Hütte (1897 m) – Aufstieg in 1½ Stunden.
- Aufstieg von Niedernsill (769 m) Schaumberg über Mittenalm und Lakarscharte (2488 m) in ca. 6 Stunden.
- Aufstieg von Kaprun: (928 m) – Maiskogel-Seilbahn (1545 m): ca. 3 Stunden.
- Aufstieg vom Gasthaus Wüstlau (874 m) über Salzburger Hütte (1867 m) entlang der Hänge des Geißsteins über den Roßkopf (2305 m) weiter zur Krefelder Hütte in ca. 4 Stunden.
- Aufstieg vom Gasthaus Enzingerboden (1480 m) – Tauernmoossee, weiter über die Staumauer zum Kleetörl und über die Kleinschmiedingerscharte zur Krefelder Hütte in 6 bis 7 Stunden.

## Übergänge
- Salzburger Hütte (1860 m) 150 Höhenmeter Aufstieg, 585 Höhenmeter Abstieg, 3 km: 1 Stunde
- Rudolfshütte (2311 m) über die Kleinschmiedinger Scharte (2728 m): 6–7 Stunden
- Rudolfshütte über die Maurerkogelscharte (2929 m): 5 Stunden

## Gipfelbesteigungen
- Kitzsteinhorn, 3203 m
- Großes Wiesbachhorn, 3564 m (Eiserfahrung, Pickel und Steigeisen erforderlich)

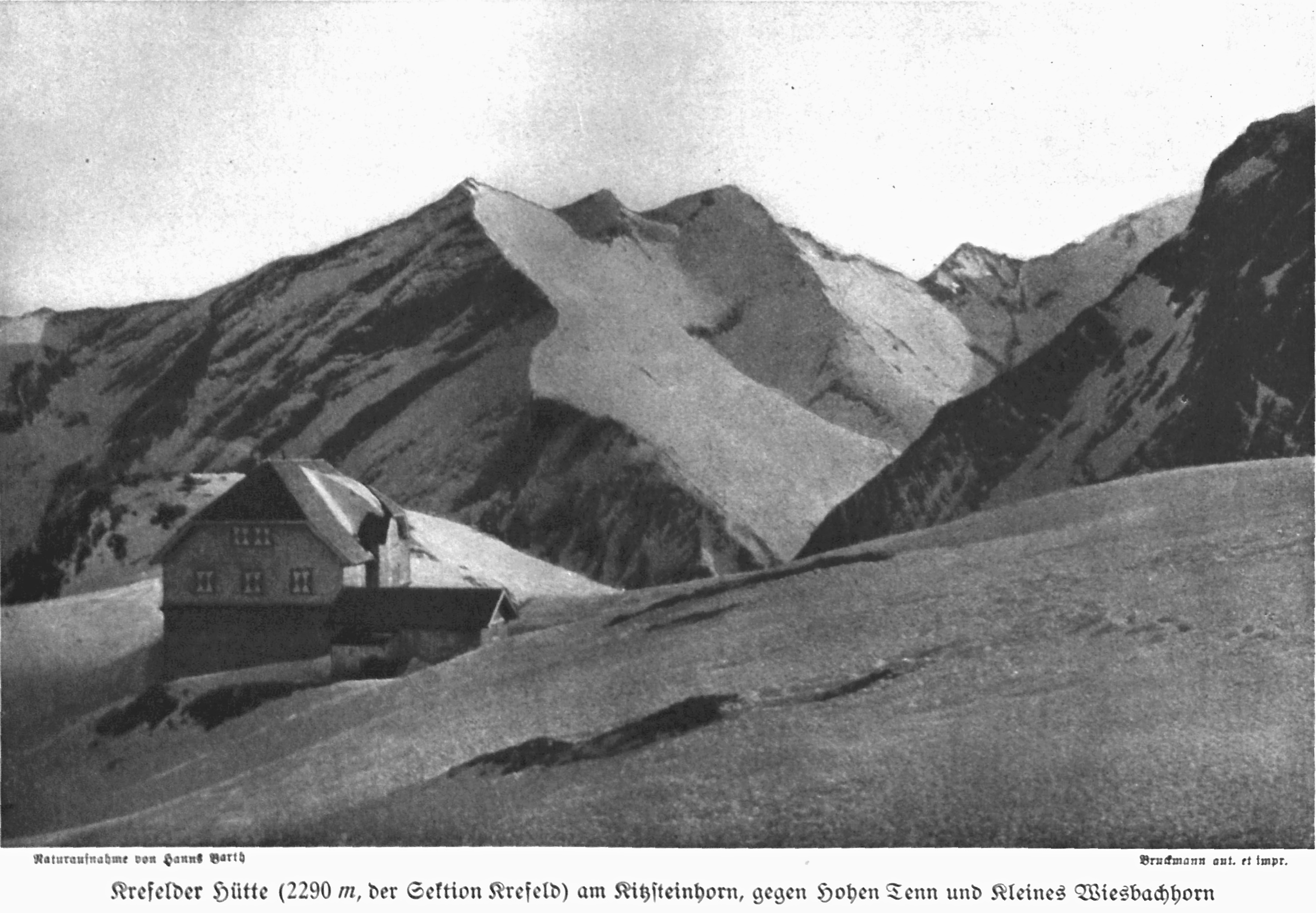
Krefelder Hütte um 1919

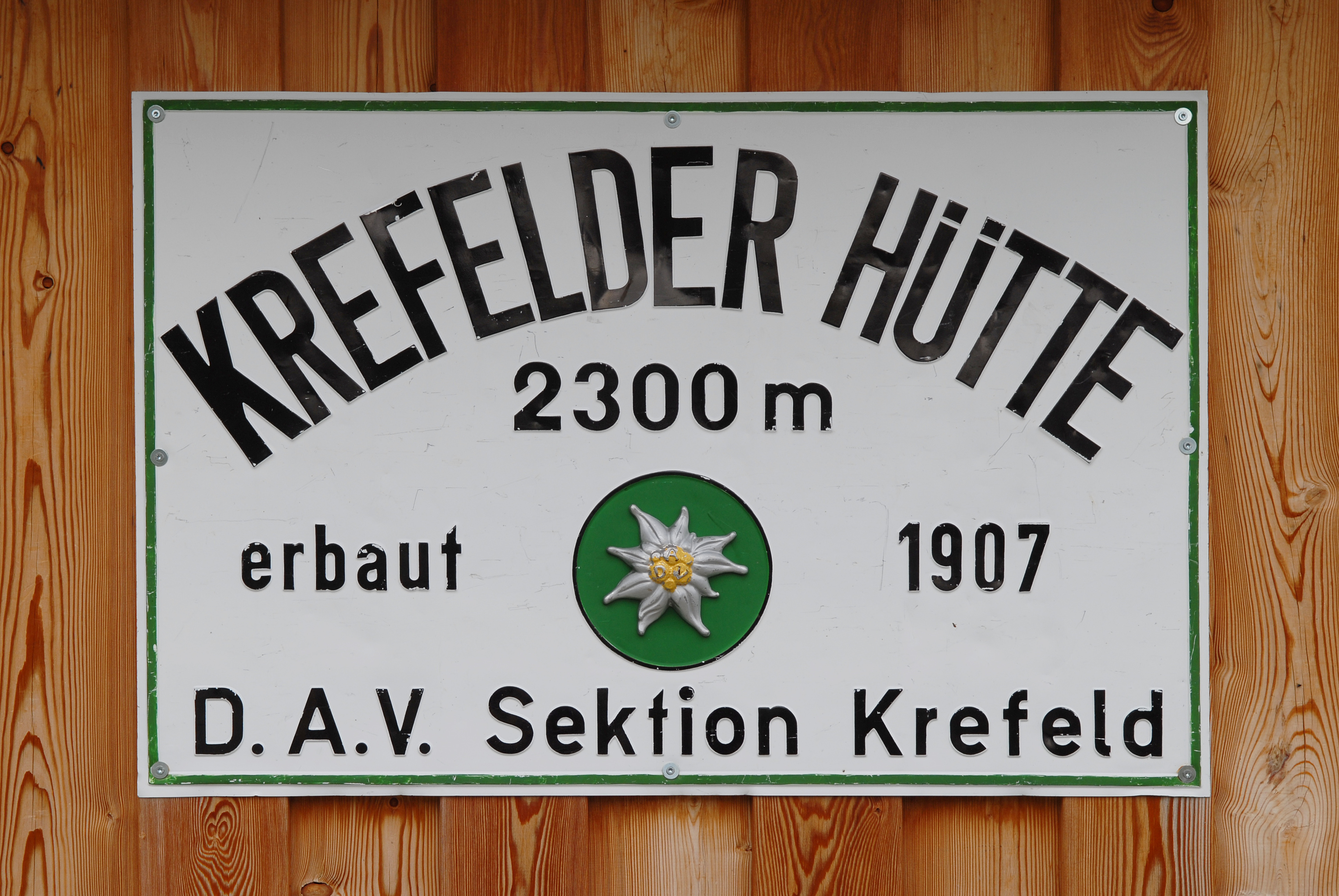
Hüttenschild